# San Bernardo (Cundinamarca)
San Bernardo es un municipio colombiano del departamento de Cundinamarca, ubicado en la Provincia del Sumapaz, a 99 kilómetros de Bogotá. Libardo Morales es el alcalde de este municipio.

## Toponimia

### Origen lingüístico[3]
- Familia lingüística: Indoeuropea
- Lengua: Latín / Germano

### Significado
San es una expresión que proviene de la voz latina sanctus, que nombra lo sagrado, variación de sancio “inviolable”. El nombre Bernardo nace de la voz germánica berinhart, que significa "oso fuerte", "audaz y valiente como el oso".
Sanctus es una modificación del vocablo sak que genera los sentidos de “honrar, reverenciar, respetar, estimar, venerar, glorificar, hacer inviolable algo por un acto religioso, establecer de una manera inmutable, ordenar, decretar, sancionar”. Es una expresión que antiguamente nombró la acción de teñir con sangre de sacrificio a quienes purificaban sus pecados; esta práctica era llamada santi-santos”.
La palabra berinhart presenta los siguientes elementos significativos berin "oso", hart "fuerte", "atrevido".

### Origen / Motivación
Su nombre es homenaje al arzobispo Bernardo Herrera Restrepo, clérigo, sacerdote, doctor en teología, director de la congregación del Sagrado Corazón, obispo en Medellín, prelado asistente al Solio Pontífice, arzobispo de Bogotá y arzobispo Primado de Colombia.

## Historia
San Bernardo nace de una extensa cantidad de terrenos montañosos colonizados desde finales del siglo XIX. Hacia 1908 se formó un incipiente caserío con capilla rústica, una pequeña plaza y cuatro casas, en los predios de la hacienda "Alejandría", en jurisdicción del municipio de Pandi. Hasta ese caserío iba el párroco de Pandi para celebrar misa.
El 22 de julio de 1910 en las horas de la mañana, el padre José Arquimedes Castro, párroco de Pandi, celebró una misa y declaró fundado el pueblo en honor de Monseñor Bernardo Herrera Restrepo, arzobispo de Bogotá. Ese día se bendijeron las campanas de la Capilla donada por el general Carlos J. Heredia.
En enero de 1913 tuvo lugar la primera fiesta amenizada por la Banda de Espinal. El Concejo de Pandi, en 1914, erigió a San Bernardo en corregimiento. Por Ordenanza n.º 66 del 30 de abril de 1920 se erigió en municipio, segregado del municipio de Pandi, más el corregimiento de Nazareth, fue sancionado por el gobernador y reglamentada por Decreto 289 del 23 de junio de 1921. El primer alcalde fue  El tribunal contencioso por sentencia de 30 de junio de 1923 declaró nula dicha ordenanza y en tal virtud de la Gobernadora por Decreto 1254 del 14 de agosto de 1923 suprimió el municipio reintegrándolo a Pandi y Bogotá. Por Ordenanza n.º 62 de 3 de mayo de 1927 se creó definitivamente el municipio. 
La parroquia fue creada por Decreto de 29 de enero de 1932 del arzobispo Ismael Perdomo.

## Geografía

### Límites
| Noroeste: Arbeláez | Norte: Arbeláez | Nordeste: Bogotá Localidad de Sumapaz (Corregimiento de Nazaret, Vereda Taquecitos Cuchilla Los Ensenillos)                   |
| Oeste: Pandi       |                 | Este: Bogotá Localidad de Sumapaz (Corregimiento de Nazaret, Vereda Las Sopas; Corregimiento de San Juan, Vereda San Antonio) |
| Suroeste: Venecia  | Sur: Cabrera    | Sureste: Bogotá Localidad de Sumapaz (Corregimiento de San Juan; Veredas El Toldo y Capitolio)                                |

## Economía
El municipio de San Bernardo es reconocido por ser una de las principales despensas agrícolas de la región debido a la gran fertilidad de sus suelos y variedad de climas en su territorio, lo que permite cultivar productos de climas cálidos y fríos durante todo el año. Sus principales productos son: mora, granadilla, tomate de árbol, curuba, gulupa, fresa, feijoa, pitaya, lulo, café, mango, naranja, mandarina, guanábana, aguacate, cebolla larga, arveja, habichuela, habas, arracacha, fríjol, maíz, plátano, papa, guatila y baluy.

## Turismo
- Ferias y Fiestas (realizadas a finales del mes de junio y principios de julio, gozan de gran reconocimiento por muy buena calidad y organización).
- Templo parroquial.
- Caminos Reales.
- Cementerio: cuenta con una particularidad y son momias, son cuerpos que al ser exhumados resultan estar en un buen estado; los visitantes pueden acceder a una zona del cementerio donde se encuentran exhibidas las momias, cuerpos de personas de distintas edades y género.[5]
- Cerro de Paquilo.
- Cuevas Naturales.
- Piedra del Sol (roca en la vereda El Carmen con un petroglifo).
- Las Lajas.
- Mirador de Portones
- Planta de tratamiento de agua. (Muestra floral).

## Movilidad
A San Bernardo se llega por la Ruta Nacional 40 desde Soacha hasta el casco urbano de Fusagasugá y siguiendo este último al sur pasando por Arbeláez hasta el casco urbano sanbernardino. A otros lugares, se puede ir por la carretera a Pandi y de ahí a Venecia, Cabrera y el centro poblado bogotano de La Unión en la Localidad de Sumapaz, al departamento del Tolima por Icononzo y Melgar por el oeste y norte (esta última por el centro poblado Boqueron de Fusagasugá).

## Museo de momias
El Museo de Momias, también conocido como Mausoleo de José Arquímedes Castro, destaca como uno de los principales puntos de interés turístico en San Bernardo, gracias a su notable preservación natural de momias. Este mausoleo representa un sitio funerario de gran valor patrimonial que incita a la reflexión acerca de la muerte desde diversas perspectivas, tales como la histórica, religiosa, científica y cultural.La especulación en torno a la conservación de las momias ha generado diversas teorías, abarcando desde la calidad de la alimentación local hasta las propiedades físicas y químicas del suelo, e incluso consideraciones genéticas sobre los habitantes de la zona. No obstante, todas estas ideas han quedado en el ámbito de la conjetura y aún no se ha logrado establecer con certeza la verdadera razón de su notable preservación.

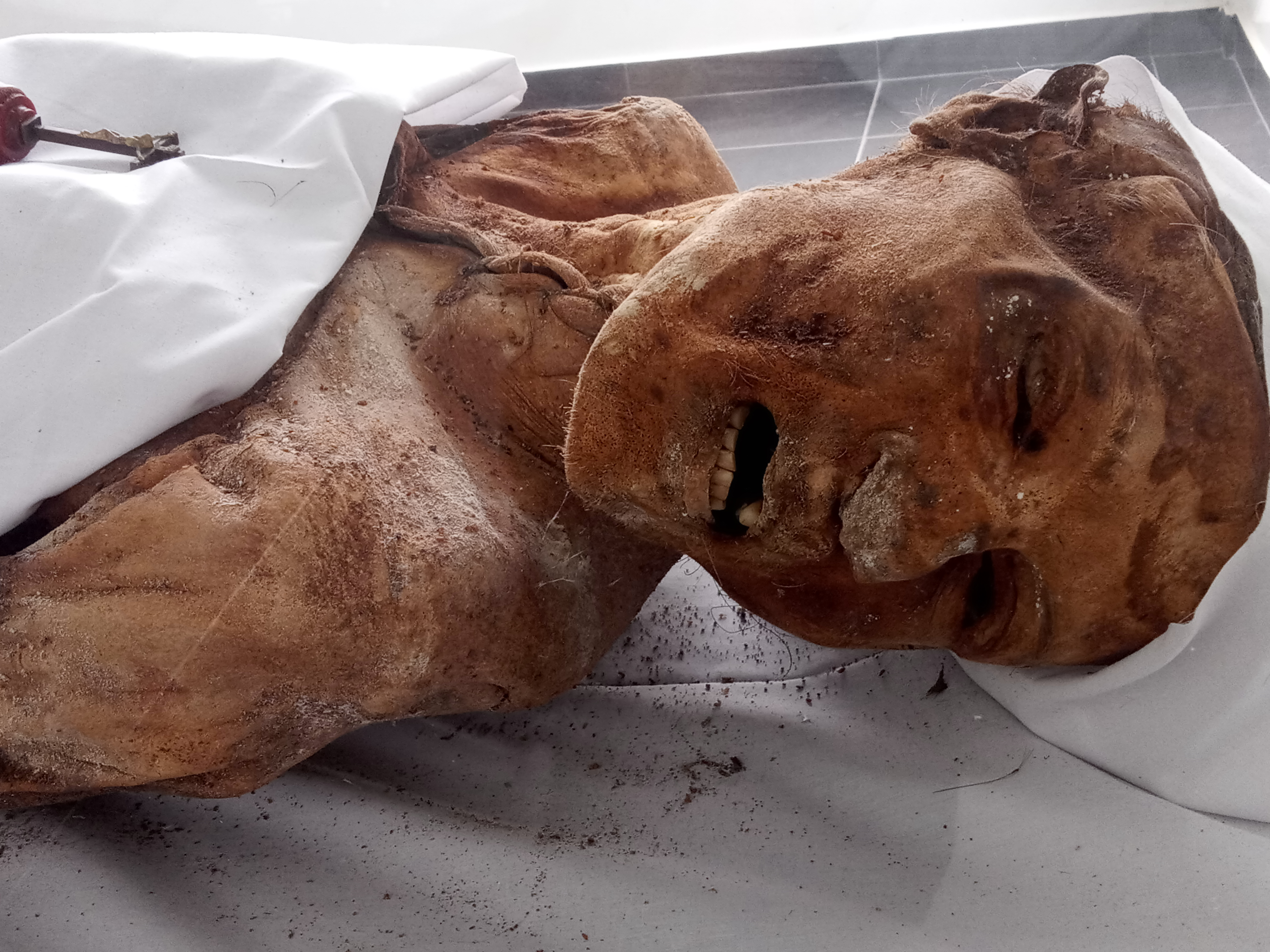
Una de las momias con mejor conservación del museo.

En sus dos pisos, el museo alberga una exposición de diversas momias. Es importante considerar que más allá de ser solo una exhibición, estas momias representan individuos que vivieron sus vidas y tuvieron sus propias historias. Por ende, se busca que los visitantes las perciban con respeto y comprensión, reconociendo la importancia de honrar la memoria de aquellos que descansan en el mausoleo. Algunas de estas momias aún reciben la visita de sus familiares, quienes acuden para rendirles tributo y mantener viva su memoria.

## Instituciones de educación
- Institución Educativa Normal Superior
- Institución Educativa Departamental San Bernardo.
- Institución Educativa General Santander.
- Escuela Velázquez Mazuera.
- Institución Educativa Rural Departamental Andes.
- Escuela Rural Honduras.
- Escuela Rural El Diamante.
- Escuela Rural El Dorado.
- Escuela Rural La Graciela.
- Escuela Rural Las Vegas.
- Escuela Rural Laurel Alto.
- Escuela Rural Laurel Bajo
- Escuela Rural El Carmen
- Escuela Rural Las Americas
- Escuela Rural Niña Maria
- Escuela rural aguadas
- Colegio básico Santa Rita

## Servicios públicos
- Energía Eléctrica: Enel, es la empresa prestadora del servicio de energía eléctrica.
- Gas Natural: Alcanos de Colombia es la empresa distribuidora y comercializadora de gas natural en el municipio.